# Vinh Hiền
Vinh Hiền từng là một xã thuộc huyện Phú Lộc, thành phố Huế, Việt Nam. Nhưng từ ngày 01/07/2025 đã được sáp nhập cùng với xã Vinh Hưng, Vinh Mỹ, Giang Hải thành xã mới là xã Vinh Lộc, thành phố Huế, Việt Nam.

## Địa lý
Xã Vinh Hiền có vị trí địa lý:
- Phía đông Biển Đông
- Phía nam giáp xã Lộc Trì và xã Lộc Bình qua đầm Cầu Hai
- Phía tây và phía bắc giáp xã Giang Hải.

Xã Vinh Hiền có diện tích 22,0 km², dân số năm 2014 là 7.602 người, mật độ dân số đạt 345 người/km². 
Do nằm bên đoạn cuối của hệ đầm phá Tam Giang-Cầu Hai nên đa phần thủy sản vùng nước lợ nơi đây được mệnh danh là ''ngon nhất'' Việt Nam dưới thời vua chúa Nhà Nguyễn.

### Địa hình
Là xã nằm ven biển nên chủ yếu là đất cát, có hai ngọn núi nhỏ là Linh Thái cao 150m và Tuý Vân cao 60m so với mực nước biển, phía Đông Nam có cửa biển Tư Hiền.

### Khí hậu
Gió: Nằm trong vùng nhiệt đới gió mùa, có 2 hướng gió chính là gió mùa đông bắc về mùa đông và gió mùa tây nam về mùa hè. Đồng thời cũng chịu tác động của bão, gió biển và gió đất liền theo chu kỳ ngày đêm.
Nhiệt độ: Nhiệt độ trung bình/năm: 25,2°C. Tháng nóng nhất tháng 6, tháng 7 với 41,3°C và tháng lạnh nhất là tháng 12 với nhiệt độ là 18°C.

### Thủy triều
Chế độ thủy triều tại Vinh Hiền là chế độ bán nhật triều.

### Thủy văn
Khu vực Vinh Hiền có đầm Cầu Hai rộng khoảng 11.200 ha thông với Biển Đông qua cửa Tư Hiền. Ngoài ra còn có con rạch nhỏ từ đầm Cầu Hai chảy ra địa phận xã Vinh Hải (nay là xã Giang Hải). Từ xa xưa, khi cửa Tư Hiền chưa có thì đoạn rạch này là nơi đầm Cầu Hai thoát nước ra biển qua cửa Ma Á-Vinh Hải. Về sau do sự dịch chuyển dòng hải lưu, cửa Ma Á-Vinh Hải bị bồi lấp đồng thời mở ra cửa biển mới và tồn tại đến ngày nay (chính là cửa Tư Hiền).

### Dân cư
Theo thống kê năm 2014, xã Vinh Hiền có số dân khoảng 7.602 người, sản xuất theo hai ngành nghề chính là nông nghiệp, đánh bắt, nuôi trồng thủy sản. Dân xã Vinh Hiền đa số theo Phật giáo, tập trung ven đầm Cầu Hai và ven đường quốc lộ 49B.

## Hành chính
Xã Vinh Hiền được chia thành 7 thôn: Đông Dương, Hiền An 1, Hiền An 2, Hiền Hòa 1, Hiền Hòa 2, Hiền Vân 1, Hiền Vân 2.

## Lịch sử
Ngày 20 tháng 9 năm 1975, Bộ Chính trị Trung ương Đảng ban hành Nghị quyết số 245/NQ-TW về việc thành lập tỉnh Bình Trị Thiên trên cơ sở ba tỉnh Quảng Bình, Quảng Trị, Thừa Thiên và khu vực Vĩnh Linh. Khi đó, xã Vinh Hiền thuộc huyện Phú Lộc, tỉnh Bình Trị Thiên.
Ngày 13 tháng 6 năm 1986, Hội đồng Bộ trưởng ban hành Quyết định số 72-HĐBT về việc thành lập xã Lộc Bình trên cơ sở thôn Rầu Giữa và thôn Rầu Dưới của xã Vinh Hiền.
Ngày 30 tháng 6 năm 1989, Quốc hội ban hành Nghị quyết về việc chia tỉnh Bình Trị Thiên thành tỉnh Quảng Bình, tỉnh Quảng Trị và tỉnh Thừa Thiên Huế. Theo đó, xã Vinh Hiền thuộc huyện Phú Lộc, tỉnh Thừa Thiên Huế.
Ngày 19 tháng 1 năm 2023, UBND tỉnh Thừa Thiên Huế ban hành Quyết định số 257/QĐ-UBND về việc công nhận đô thị mới Vinh Hiền đạt tiêu chí đô thị loại V.
Ngày 30 tháng 11 năm 2024:
- Quốc hội ban hành Nghị quyết số 175/2024/QH15[8] về việc thành lập thành phố Huế trực thuộc trung ương trên cơ sở toàn bộ diện tích và dân số tỉnh Thừa Thiên Huế (nghị quyết có hiệu lực từ ngày 1 tháng 1 năm 2025).
- Ủy ban Thường vụ Quốc hội ban hành Nghị quyết số 1314/NQ-UBTVQH15[9] về việc sắp xếp đơn vị hành chính cấp huyện, cấp xã của thành phố Huế giai đoạn 2023 – 2025 (nghị quyết có hiệu lực từ ngày 1 tháng 1 năm 2025). Theo đó, xã Vinh Hiền thuộc huyện Phú Lộc, thành phố Huế.

## Xã hội
Giáo dục trên địa bàn:
- Trường THCS Vinh Hiền.[10]
- Trường Tiểu học Vinh Hiền.[11]

## Văn hóa - du lịch
Nơi đây, có bãi biển Hàm Rồng, bãi biển Hải Bình (Lộc Bình) khá đẹp, nhưng chưa có các nhà đầu tư khai thác tiềm năng du lịch nên các bãi biển ở đây còn khá hoang sơ, với một số di tích lịch sử văn hóa cấp quốc gia.

### Di tích lịch sử

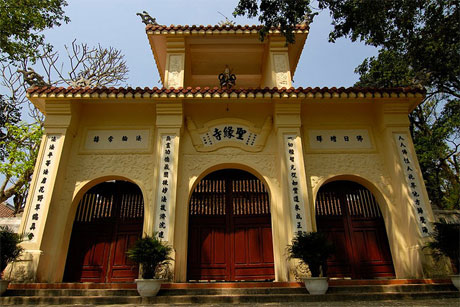
Chùa Thánh Duyên

Theo "Bóng cũ hồn xưa" của Ngô Hoàng Long thì chùa Thánh Duyên là di tích lịch sử văn hóa cấp quốc gia được công nhận năm 1996. Từ thế kỷ XVII dưới thời các Chúa Nguyễn, trên núi Túy Vân đã có dựng chùa và sau này trở thành quốc tự khi vua Minh Mạng cho xây dựng quy mô vào thế kỷ XIX. 

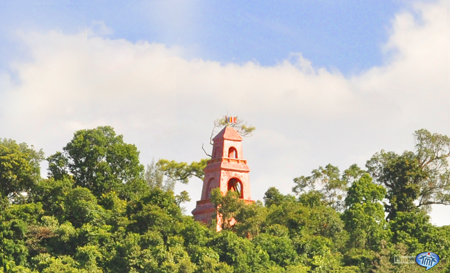
Tháp Điều Ngự

Chuyện xưa kể rằng khi xây dựng chùa, vua Minh Mạng đã cho trồng 108 cây ngụ ý ngọn núi "Lương Sơn Bạc" của 108 vị hảo hán và đặt tên hai tảng đá hai bên là đá chuông, đá mỏ theo hình dạng. Ông cũng phong cái giếng vuông trong vắt dưới chân núi là giếng Cam Lồ. Đến thời Thiệu Trị, vị vua thi sĩ sau nhiều lần du ngoạn đã tinh ý khi "xếp hạng" núi Tuý Vân là cảnh sắc thứ chín trong số 20 cảnh đẹp đất kinh kỳ qua bài thơ Vân Sơn thắng tích...
Từ tháp Điều Ngự nằm ngay đỉnh núi với độ cao gần 60m nhìn xuống là đầm Cầu Hai với hàng nghìn nò sáo, thuyền đò của ngư dân nổi lên trên màu xanh của nước, hòa vào nền xanh núi non và nền trời làm khung cảnh vừa thoáng rộng vừa kỳ vĩ đẹp đến nao lòng.
Rời chùa Thánh Duyên, băng qua cầu Tư Hiền bắc ngang đầm Cầu Hai là khu vực cửa biển Tư Dung xưa nối đầm Cầu Hai với biển cả. Có quá khứ cả nghìn năm, lúc bồi lúc mở, có lúc chạy dài suốt 5 km mới tới được biển, cửa biển Tư Hiền nay tương đối nhỏ và cạn, chỉ những thuyền nhỏ mới vào ra được. Dấu tích cửa Tư Dung xưa chính là vịnh Hải Bình, một lạch nước tuyệt đẹp chạy dài giữa biển và dãy núi Ngũ Phong, nơi nuôi trai lấy ngọc từ nhiều năm nay.
Vịnh Hải Bình từng lưu dấu nàng Huyền Trân trong cuộc hôn phối lịch sử để đưa phần đất Ô - Rí về cho nước Đại Việt 700 năm trước. Lưu truyền trên đường xuất giá sang Chiêm Thành, công chúa Huyền Trân đã có một đêm "tha thiết" trên thuyền ở vùng cửa biển, sau đó bái vọng tổ tiên trước lúc lên đường. Cái tên Tư Dung được đặt để tưởng nhớ vị công chúa đã quên mình cho đất nước,... Về sau cửa Tư Dung do trùng tên huý kỵ nên đã đổi thành cửa Tư Hiền.

### Các công trình kiến trúc
Các công trình xây dựng (nhà ở, công trình công cộng...) trong khu dân cư từ trước đến nay là do dân tự làm. Phần lớn nhà ở là nhà một tầng lợp ngói hoặc lợp tôn, xen kẻ cũng có nhà hai tầng đúc mái bằng.
Công trình công cộng có 3 trường học (một trường mầm non, một trường tiểu học và một trường trung học cơ sở), 4 ngôi chùa Phật giáo (chùa Thánh Duyên, chùa khuôn hội Tuý Vân, chùa làng Hải Triều, chùa làng Đông Dương), 2 nhà thờ Thiên Chúa giáo, trụ sở ủy ban nhân dân xã, chợ, trạm y tế, cảng thuyền đánh cá, đồn biên phòng, bưu điện, cây xăng... được xây dựng kiên cố.

## Giao thông
Vinh Hiền có tuyến quốc lộ 49B, tỉnh lộ 21 chạy qua và đang được mở rộng, nâng cấp. Cầu Tư Hiền bắt qua đầm Cầu Hai nối với xã Lộc Bình. Các đường liên thôn được bê tông hoá hoàn toàn.

## Hình ảnh

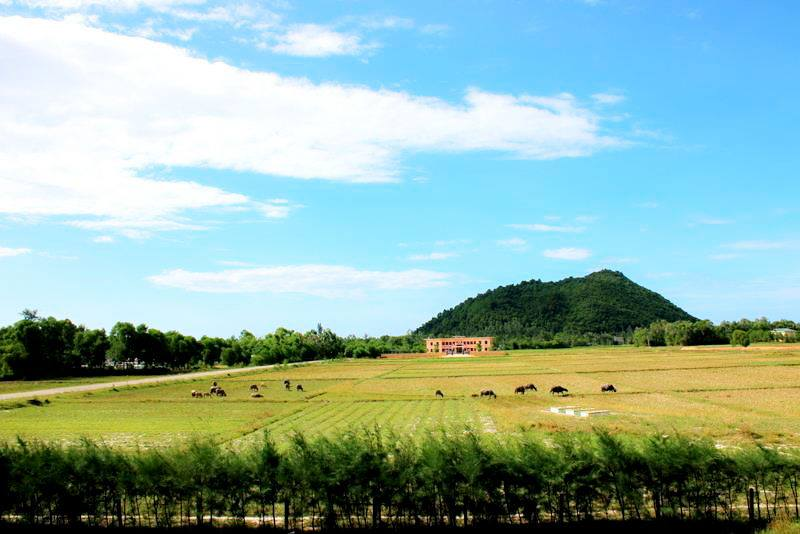
Trụ sở UBND xã Vinh Hiền
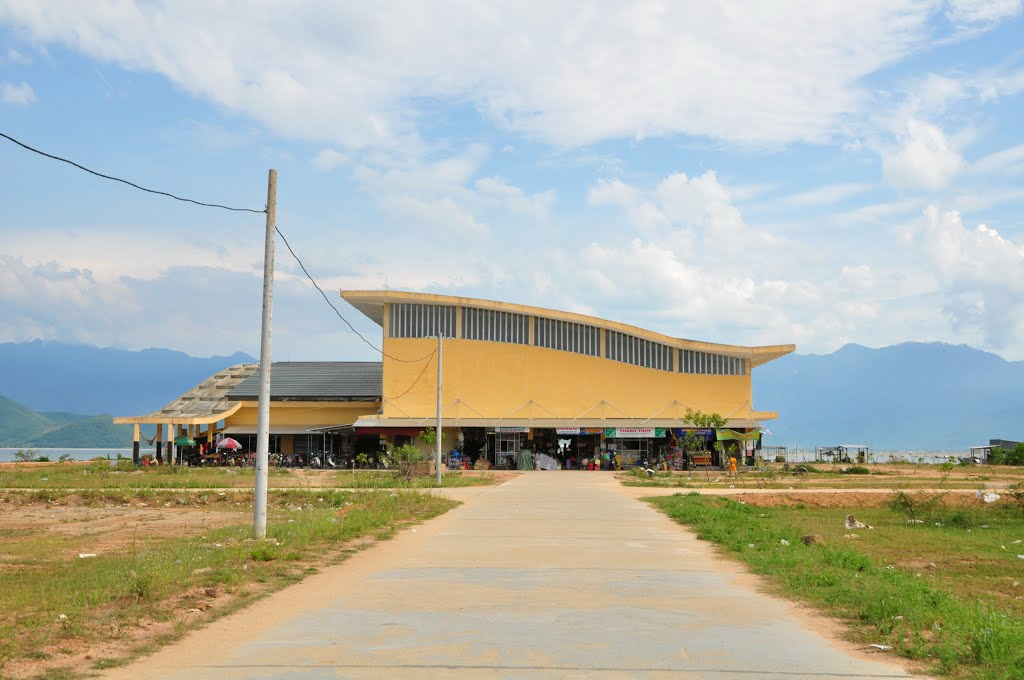
Chợ Vinh Hiền
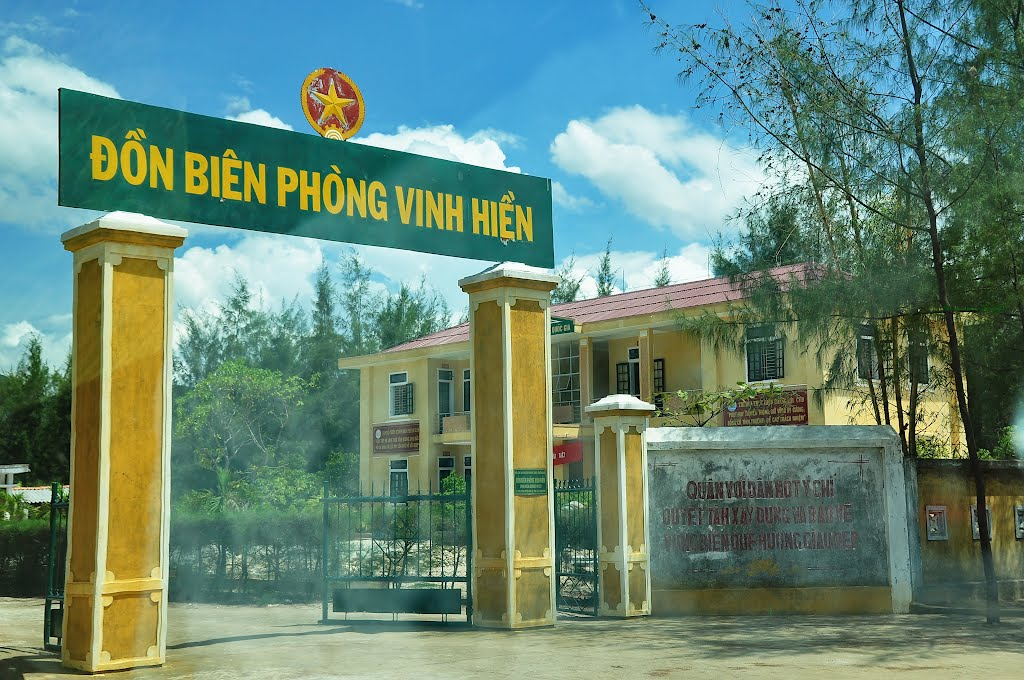
Đồn biên phòng Vinh Hiền
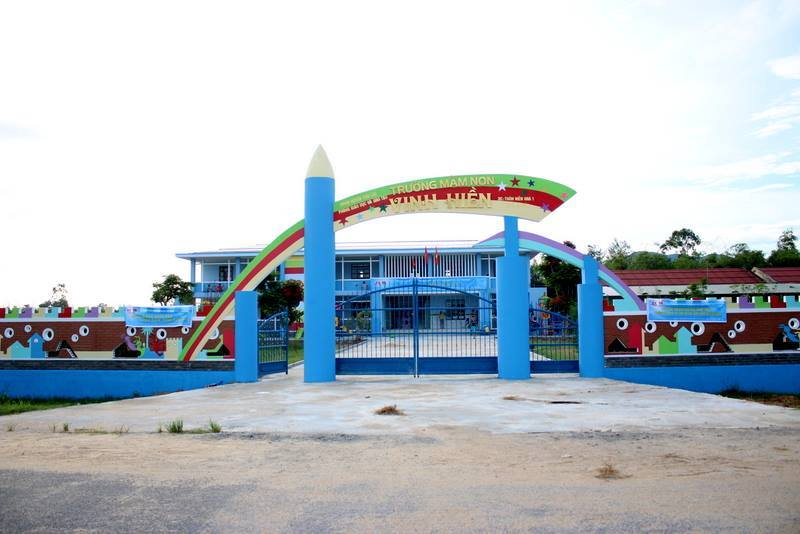
Trường Mầm non Vinh Hiền
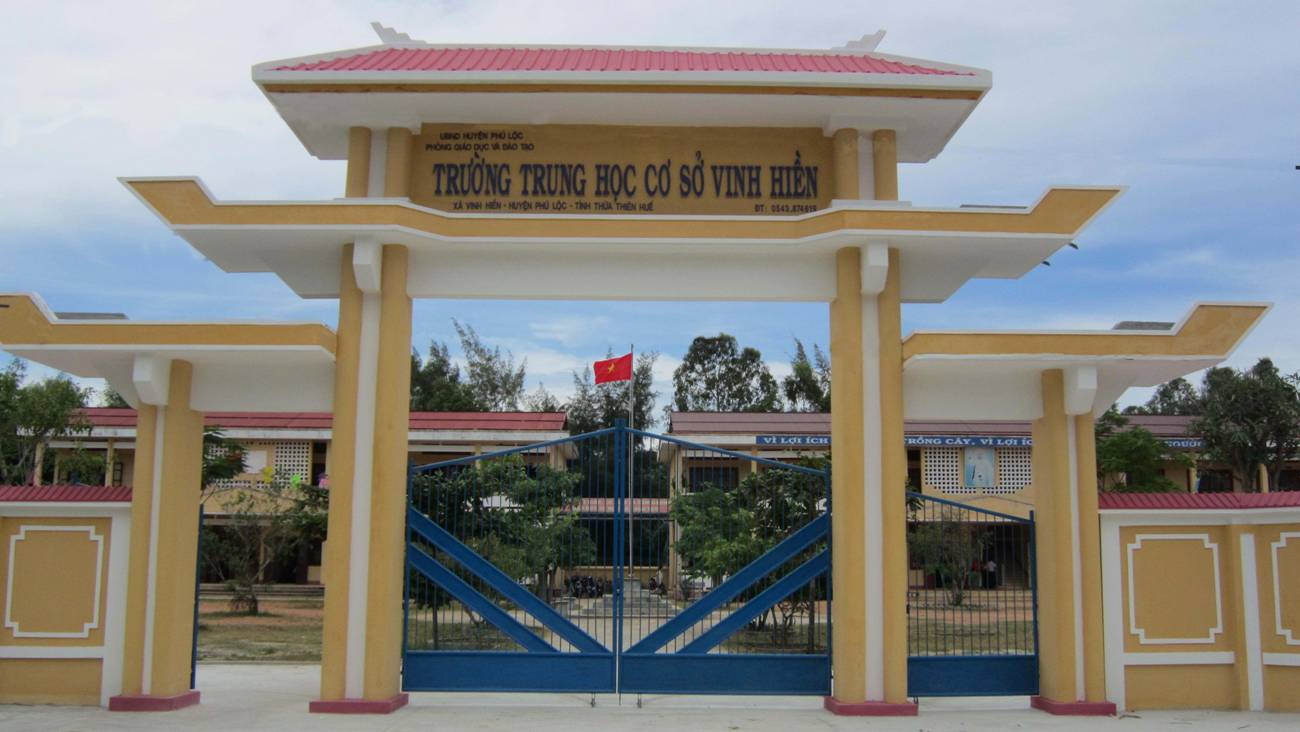
Trường THCS Vinh Hiền
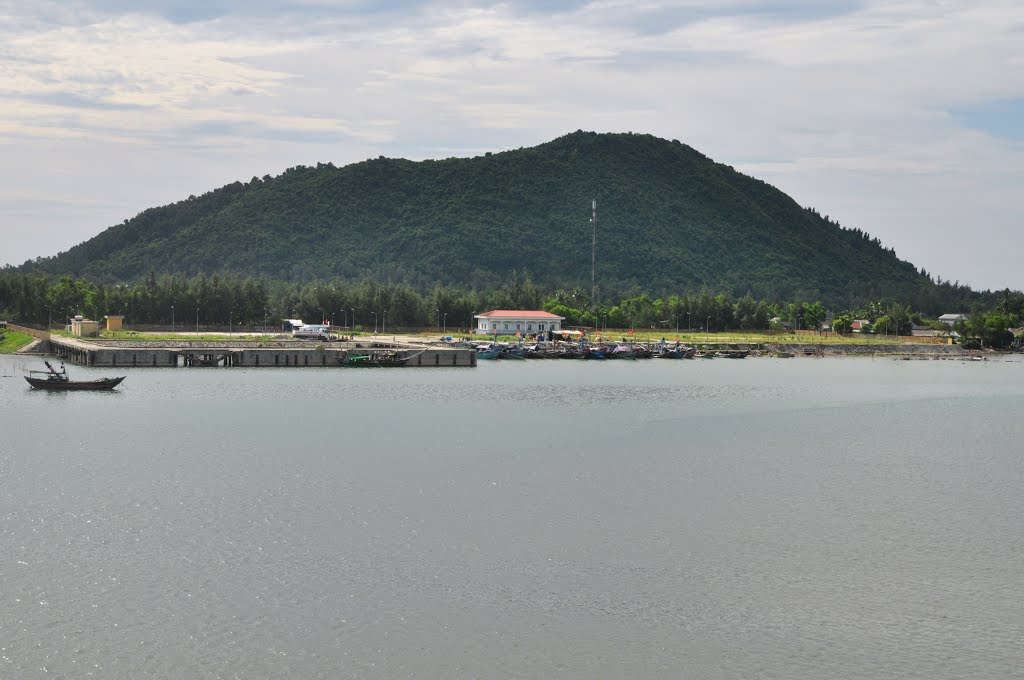
Cảng biển Vinh Hiền
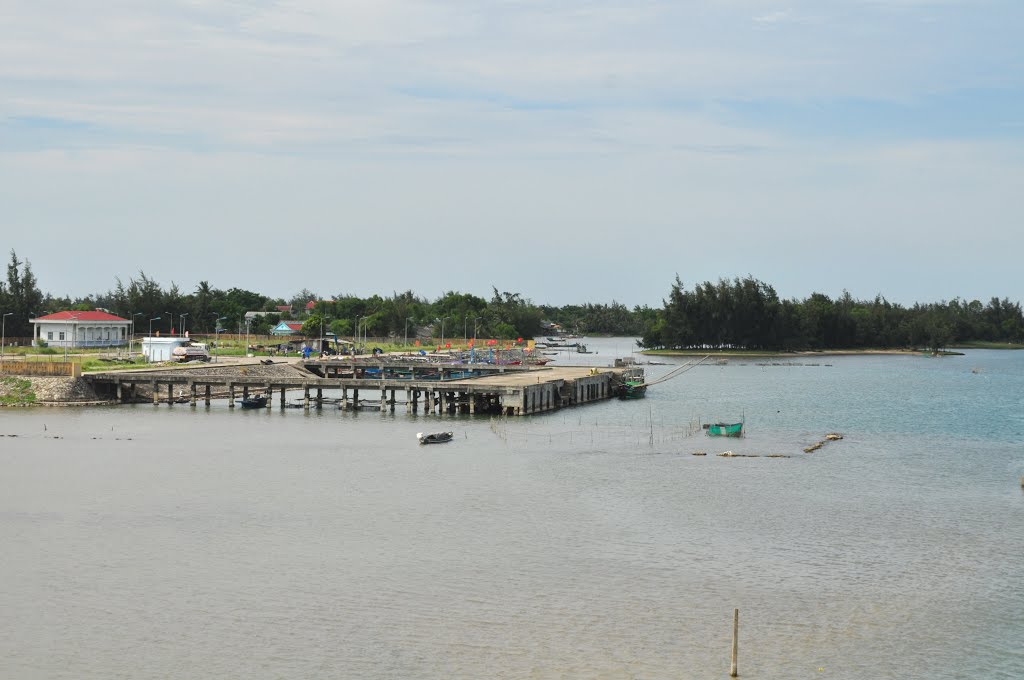
Cảng biển Vinh Hiền 1
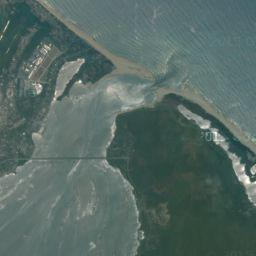
Cửa biển Tư Hiền
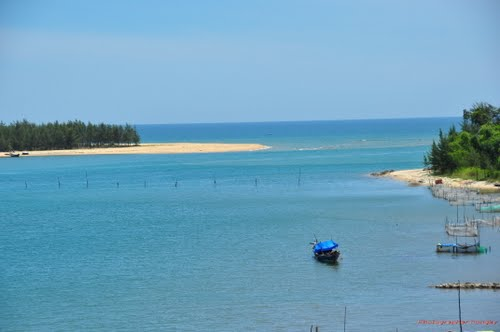
Cửa biển Tư Hiền 2
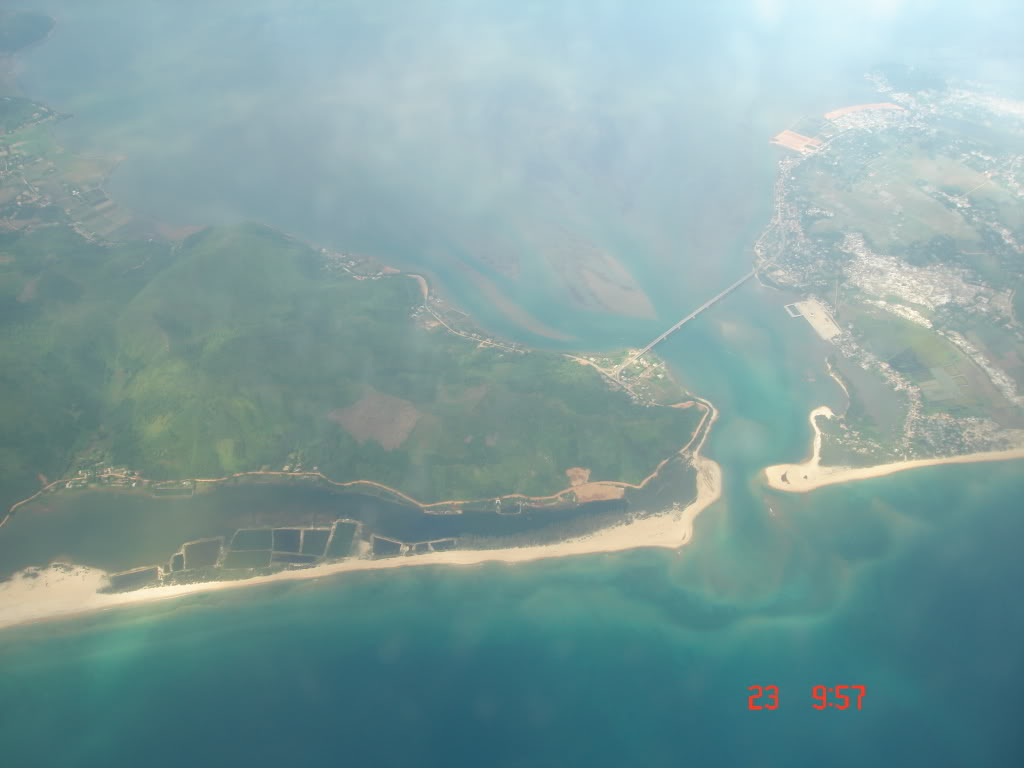
Cửa biển Tư Hiền 3
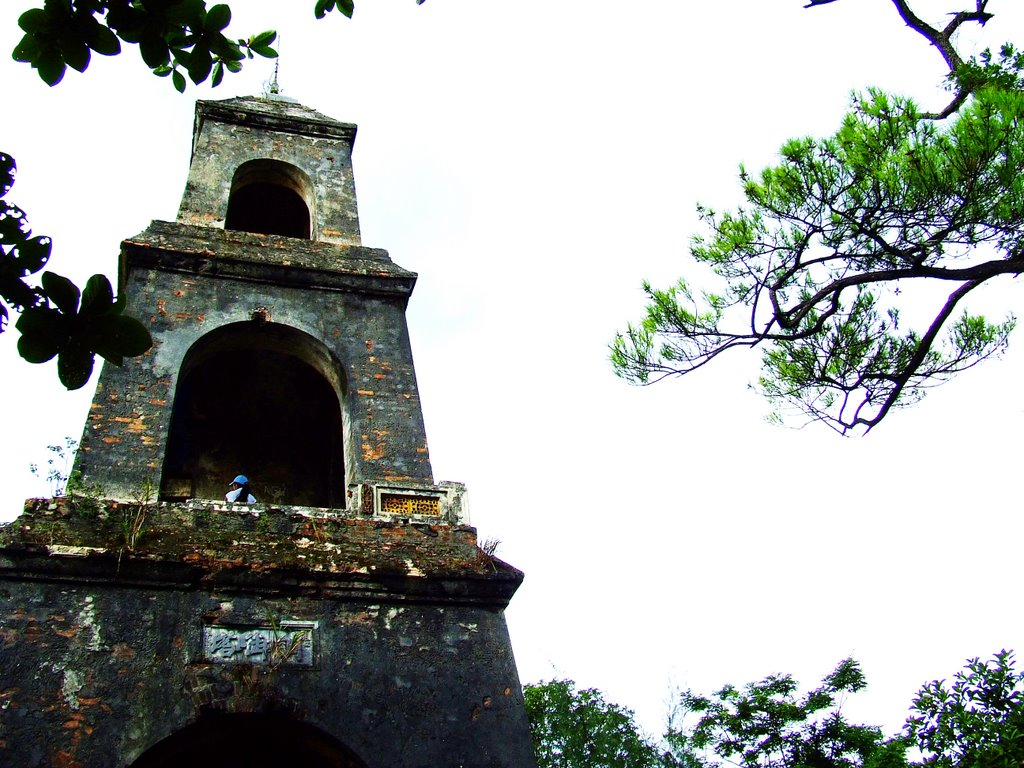
Tháp Điều Ngự khi chưa trùng tu
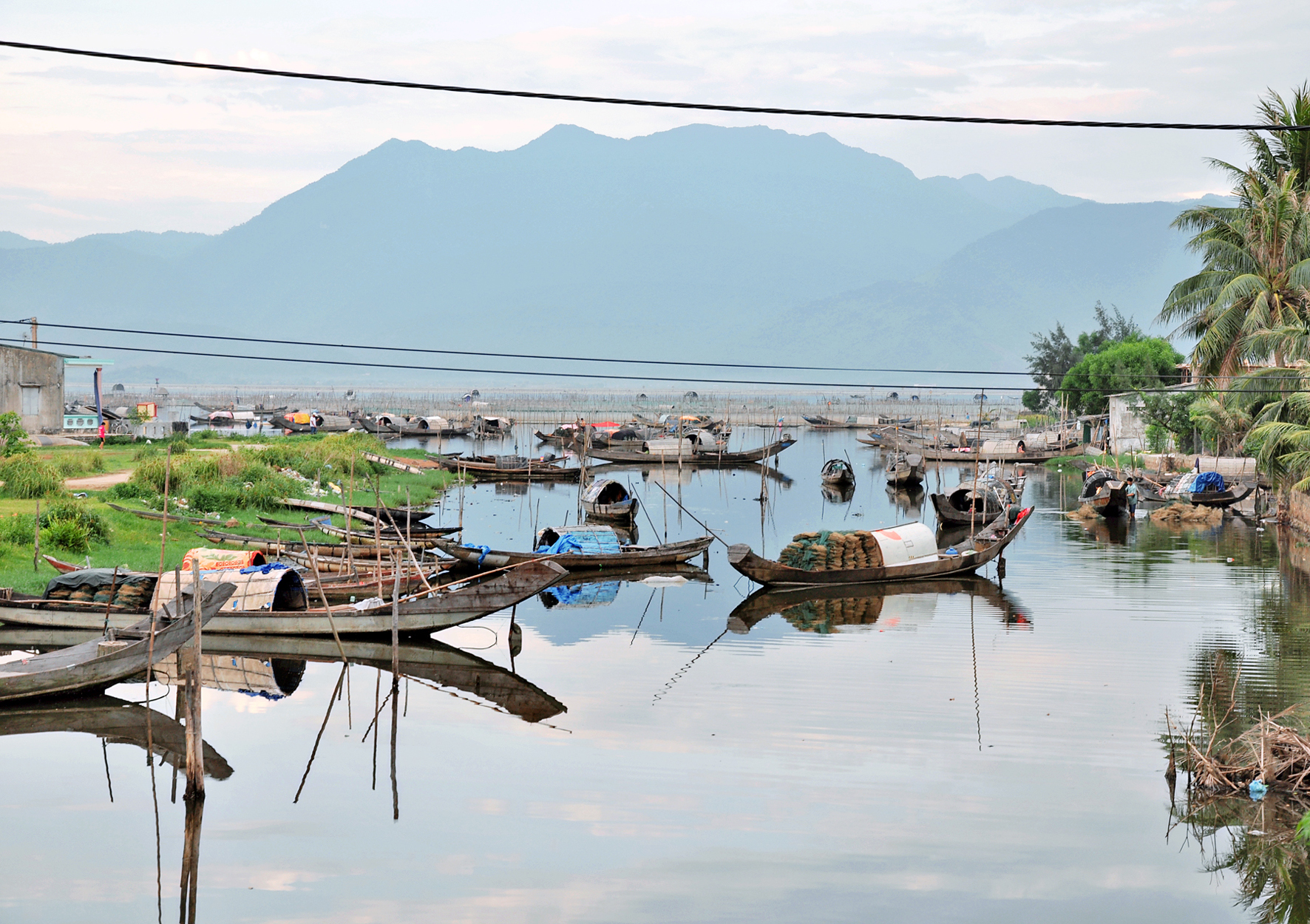
Một cảnh của đầm Cầu Hai
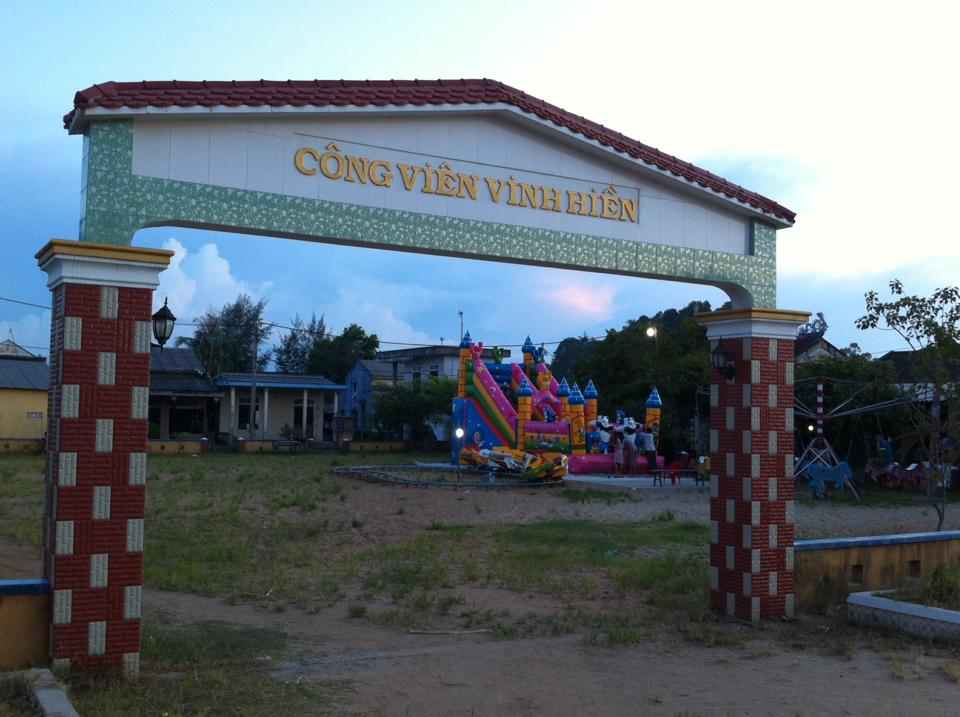
Công viên Vinh Hiền
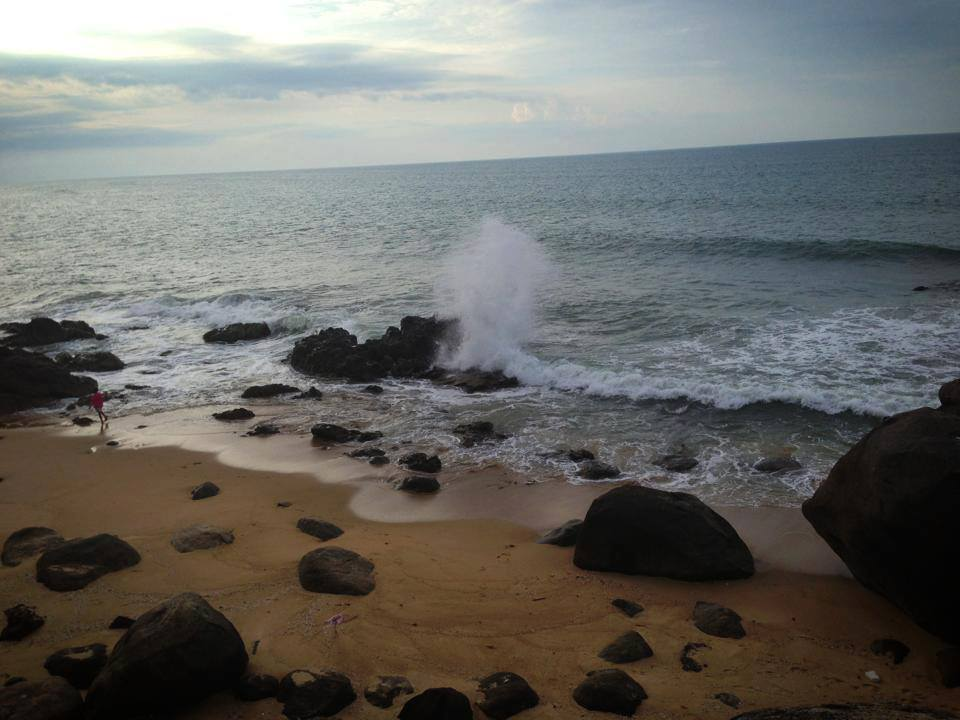
Biển Hàm Rồng 1
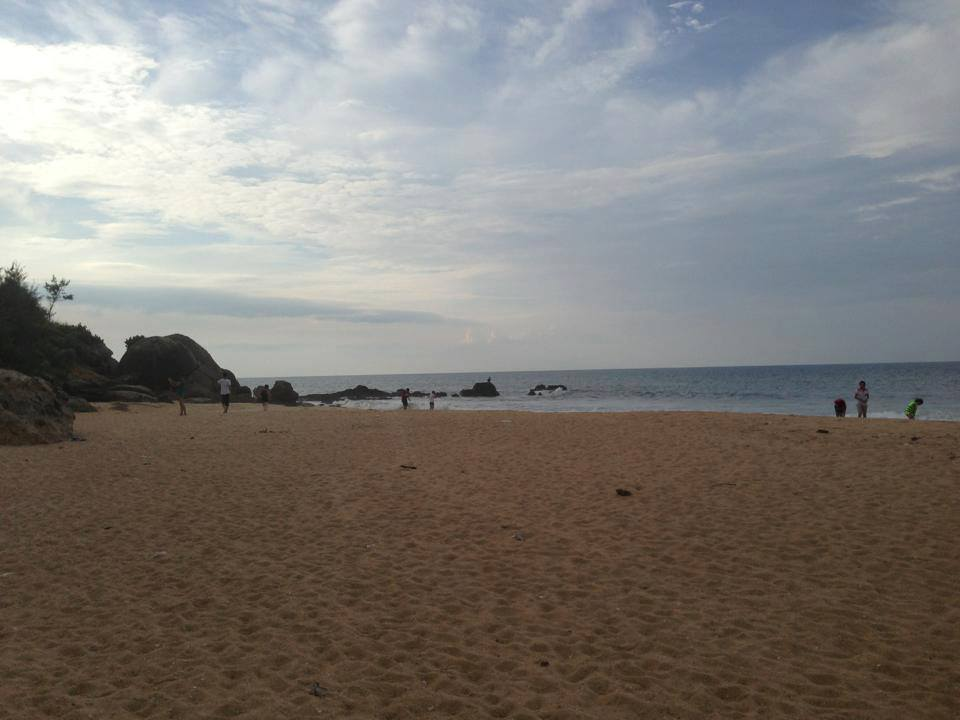
Biển Hàm Rồng 2
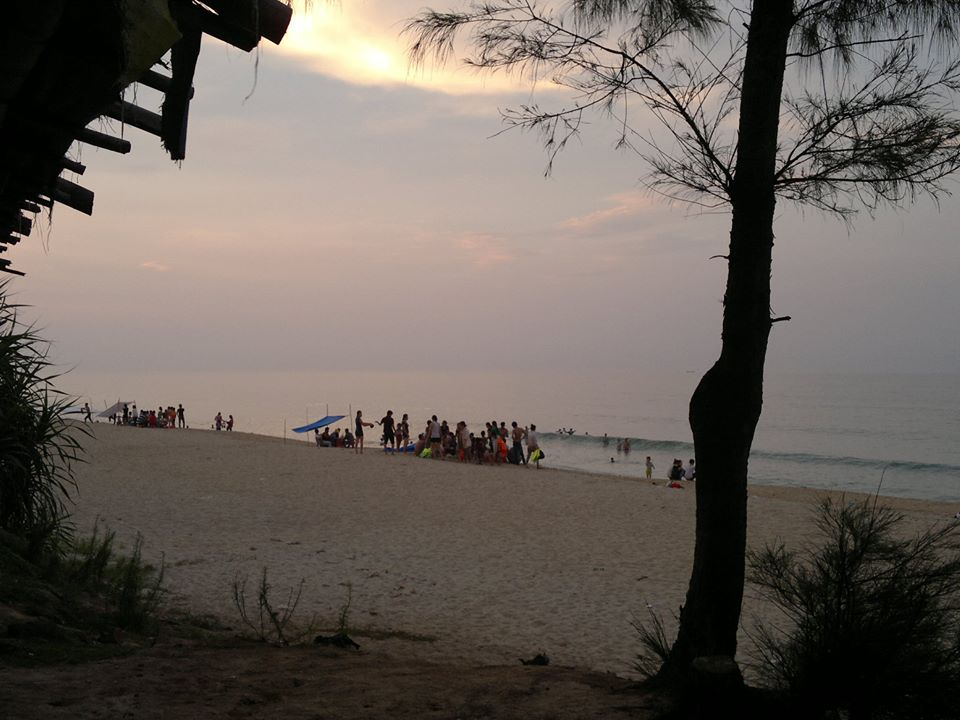
Biển Hàm Rồng 3
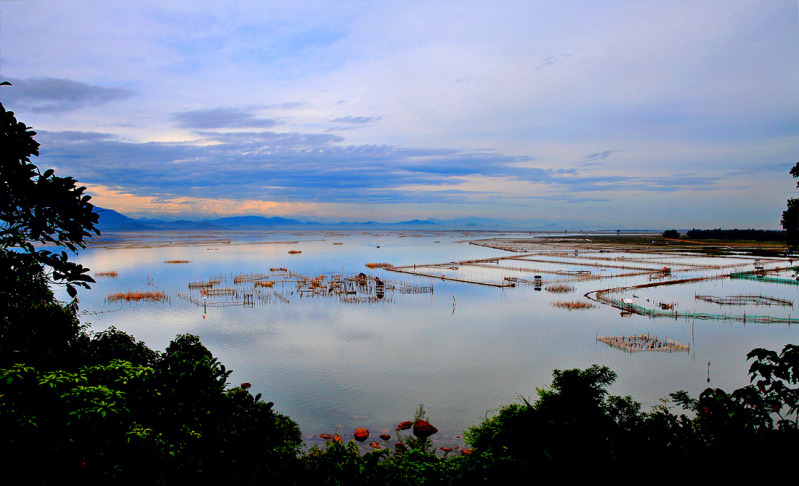
Đầm Cầu Hai nhìn từ núi Tuý Vân
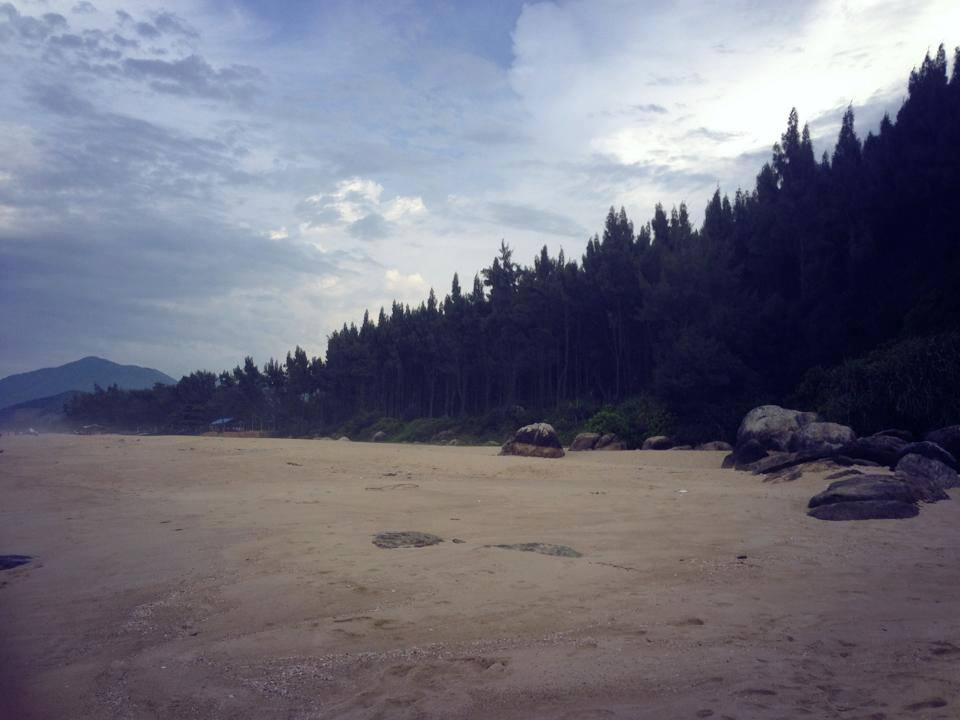
Rừng phòng hộ ven biển
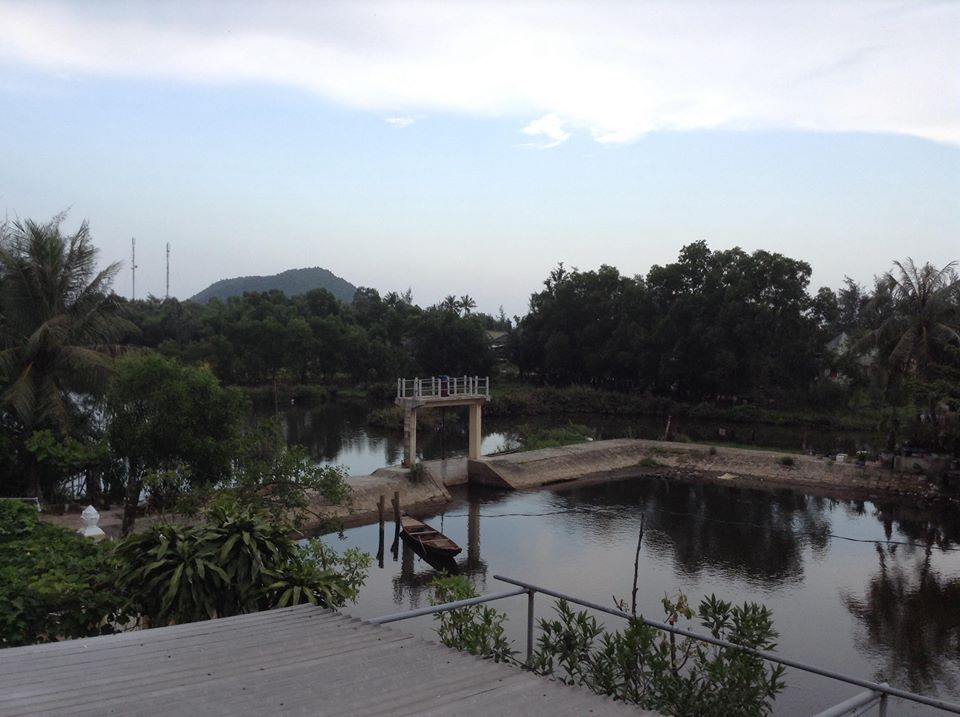
Đập ngăn nước Hiền Hải